# 玖珂町
玖珂町（くがちょう）は、山口県の岩国市の地名。世帯数は4,130世帯、人口は11,123人（2010年（平成22年）10月1日現在）。
かつて山口県の玖珂郡にあった自治体であり、2006年3月20日に岩国市および玖珂郡内の町村（和木町を除く）と合併して自治体としての玖珂町は廃止され、代わって岩国市玖珂町となった。また、当町は山口県内で最後まで残った、当初から廃置分合を行った事のない市町村であった。
旧玖珂町は大字の設定がなく、自治体時代より郵便番号は小字ごとに設定されており、742-03xxが該当する（玖珂郵便局管区）。

## 地理
岩国市の南部に位置する。北部は山地、南東部は丘陵地、南西部は玖珂盆地の東半部となっている。平地では、南西部を流れる島田川支流である笹見川と水無川が南西に流れ、川で形成された扇状地を中心に町が開けている。交通の発達や住環境の整備により、岩国市や市外の周南市のベッドタウンの性質をもつ。

## 歴史

### 概要
町内の西部臼田地区（高森高等学校の裏山北）には、古墳時代の遺跡があり。他所にも早くから人の住み着いた痕跡が残る。町内を東西に山陽道が通り（古代においては玖西盆地の南山麓を通っていたと云う）、玖珂郡のほぼ中央に位置しているため、かっては郡家が置かれていた。石山寺に遺る戸籍帳は平安時代のもので国宝に指定されている。
戦国時代の領主杉氏は大内氏に属していたが、厳島の戦いにおいて陶晴賢が毛利元就の巧みな策略に敗れた後は、彼の謀略の前に為すすべもなく敗れている（鞍掛山の合戦）。関ヶ原の戦いの後は、毛利氏の国替えに伴い岩国領（吉川氏）の治めるところとなり、隣の高森地域は徳山藩（毛利氏）となった。一つの盆地を分けた治世の違いは見えないところで軋轢を生じていたようである。江戸時代には吉川藩の代官所と300軒余りの店が並ぶ集落を中心として四方に広がる農村だった。
小藩の領下で貧しく、明治10年代にはハワイへの契約移民を多く出し、日露戦争後には朝鮮移住者も少なくなかった。また、子弟の教育には熱心で、教育村でもあった。

### 地名の由来
奈良時代（第44代元正天皇）ごろに、当地から玖の玉と珂の玉の2霊玉が出現したという伝説がある。

### 沿革
- 1889年（明治22年）4月1日 - 町村制の施行により、玖珂村が単独で自治体を形成。
- 1924年（大正13年）8月1日 - 玖珂村が町制施行して玖珂町となる。
- 2006年（平成18年）3月20日 - 岩国市・由宇町・本郷村・周東町・錦町・美川町・美和町と合併し、改めて岩国市が発足。同日玖珂町廃止。旧町域は全域が岩国市玖珂町となる[2]。

## 人口
| 年                 | 世帯数 （世帯） | 人口 （人） | 出典  |
| ------------------ | --------------- | ----------- | ----- |
| 1920年（大正9年）  | 1,128           | 4,749       | [ 7 ] |
| 1925年（大正14年） | 1,166           | 5,085       | [ 7 ] |
| 1955年（昭和30年） | 1,784           | 8,105       | [ 7 ] |
| 1975年（昭和50年） | 2,687           | 9,358       | [ 7 ] |
| 1985年（昭和60年） | 3,085           | 10,216      | [ 7 ] |
| 2005年（平成17年） | 4,057           | 11,118      | [ 1 ] |
| 2010年（平成22年） | 4,130           | 11,123      | [ 1 ] |

## 産業

### 特産品
- 牛肉
- 米麺 - 玖珂うどんが名物である（商品自体は藤井産業で製造）。

## 交通

### 鉄道

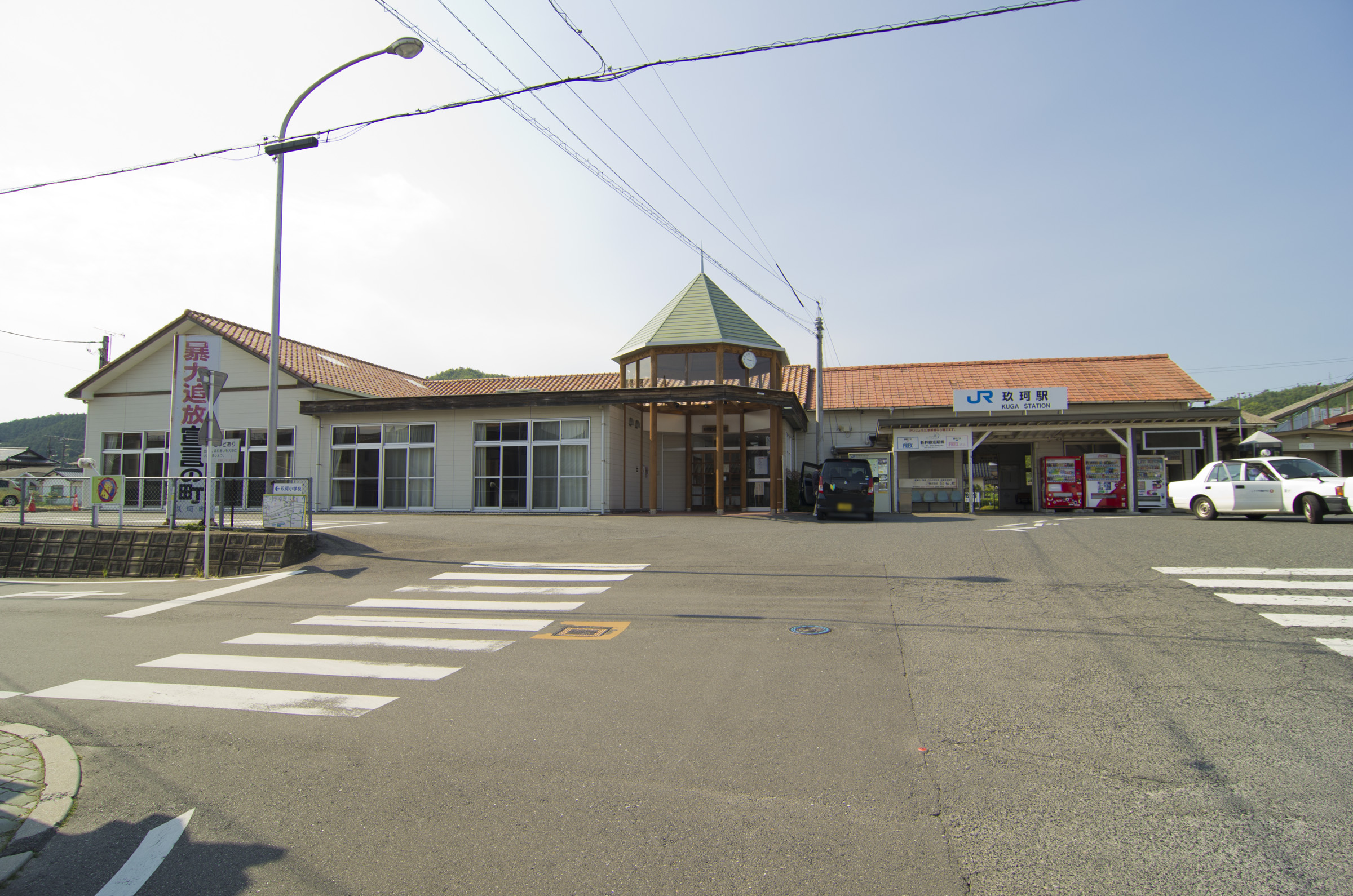
玖珂駅

- 西日本旅客鉄道（JR西日本）
  - 岩徳線: 欽明路駅 - 玖珂駅

### 道路

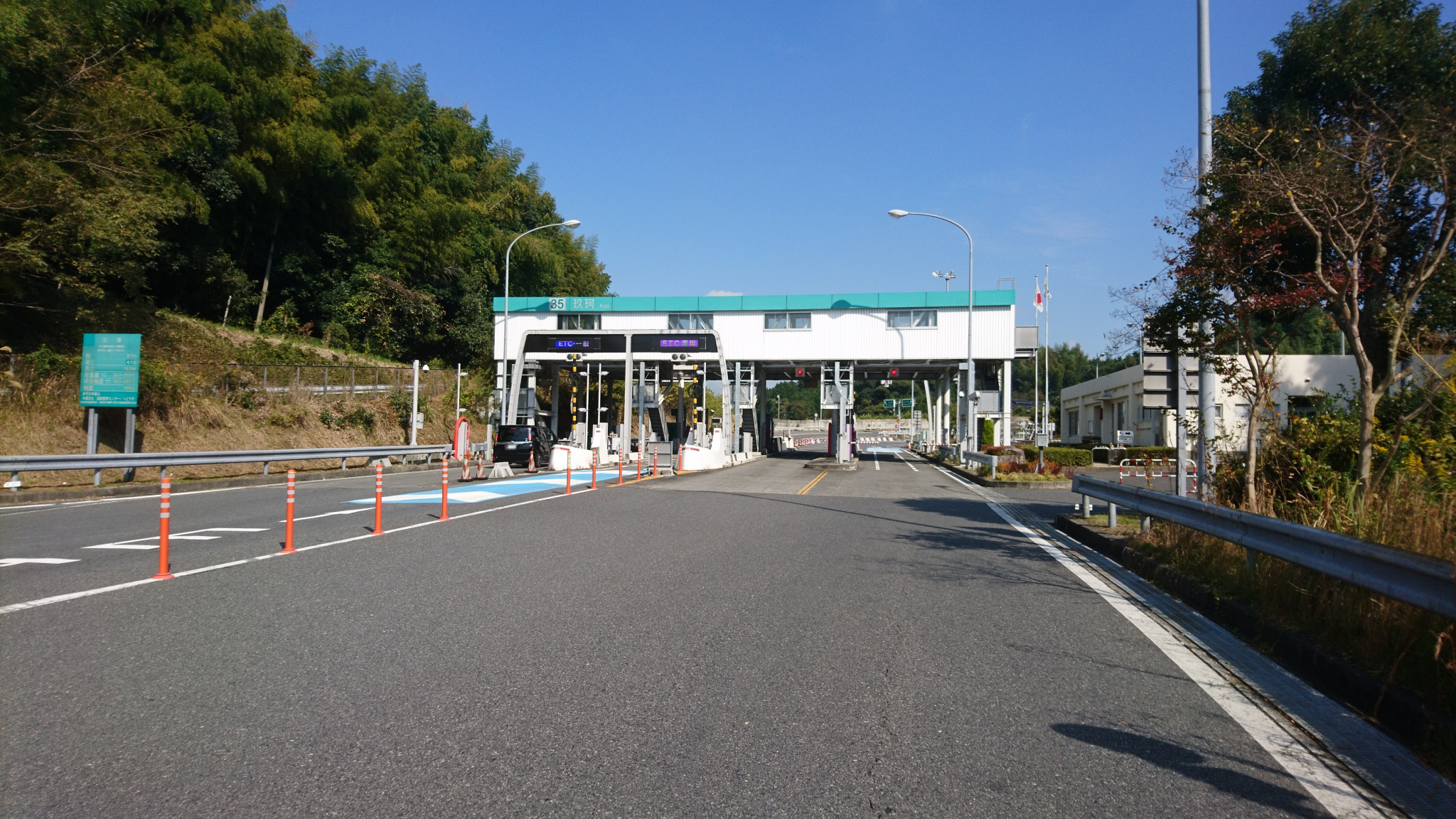
玖珂IC

- (E2) 山陽自動車道
  - 玖珂インターチェンジ
- 国道2号
- 国道437号
- 山口県道15号岩国玖珂線
- 山口県道70号柳井玖珂線
- 山口県道115号通津周東線
- 山口県道136号上久原藤生停車場線
- 山口県道137号玖珂停車場線
- 山口県道144号光玖珂線

## 施設
- 岩国市役所玖珂総合支所
- 山口県立高森みどり中学校・高森高等学校
- 岩国市立玖珂中学校
- 岩国市立玖珂小学校
- 岩国市立玖珂幼稚園
- 玖珂中央幼稚園
- 岩国市玖珂公民館
- 岩国市立玖珂図書館
- 岩国警察署玖珂交番
- 玖珂郵便局
- 島田川公園
- 桜づつみ公園

### 店舗など
スーパーマーケット
- マックスバリュ玖珂店

ドラッグストア
- クスリ岩崎チェーン玖珂店

ホームセンター
- コメリ玖珂店
- ジュンテンドー玖珂店
- ホームプラザナフコ玖珂店

飲食店
- いろり山賊 玖珂店

銀行
- 山口銀行玖珂支店

## 出身著名人
- 末川博 - 民法学者、元立命館大学総長
- 田村和希-駅伝競技者
- 内山ショートｰシンガーズハイGt／Vo